# 장이이 (배우)
장이이(중국어 간체자: 蒋依依, 정체자: 蔣依依, 병음: Jiǎng Yīyī, 한자음: 장의의, 2001년 1월 1일 ~ )는 중화인민공화국의 배우이다.

## 출연작

### 드라마
- 2015년 후난위성텔레비전 찬석독파극장 《신조협려》 - 곽부 역
- 2015년 후난위성텔레비전 청춘진행중 《선풍소녀》 - 김민주 역
- 2015년 후난위성텔레비전 찬석독파극장 《대한정연지운중가》 - 어린 운가 역
- 2016년 중국중앙텔레비전 제일특약극장 《해당의구》 - 중상원 역
- 2016년 후난위성텔레비전 청춘진행중 《선풍소녀 2》 - 김민주 역
- 2017년 후난위성텔레비전 청춘진행중 《초교전》 - 권모두 역
- 2017년 안후이 위성 텔레비전 해돈제일극장 《임해설원》 - 샤오창바오 역
- 2017년 소후 웹드라마 《단뇌》 - 칭쥐 역
- 2018년 유쿠 웹드라마 《천갱응렵 : 하얀 매의 전설》 - 샤오홍궈 역
- 2019년 저장 위성 텔레비전 중국람극장 《대착파파거유학》 - 무단단 역
- 2020년 후난위성텔레비전 청춘진행중 《나타강요기》 - 나타 역
- 2020년 망고 TV 웹드라마 《삼천아살 : 천년의 그리움》 - 제녀 역
- 2021년 아이치이 웹드라마 《췌서: 데릴사위》 - 류대표 역
- 2021년 아이치이 웹드라마 《북철남원》 - 팡만 역